# Herpobasidium struthiopteridis
Herpobasidium struthiopteridis är en svampart som först beskrevs av Emil Rostrup, och fick sitt nu gällande namn av Lind 1913. Herpobasidium struthiopteridis ingår i släktet Herpobasidium och familjen Eocronartiaceae.   Inga underarter finns listade i Catalogue of Life.